# Jewgienij Popow (pisarz)
Jewgienij Anatoljewicz Popow (ros. Евгений Анатольевич Попов; ur. 5 stycznia 1946 w Krasnojarsku, Rosyjska Federacyjna SRR) – rosyjski pisarz, autor utworów satyrycznych, nawiązujących do tradycji Bułhakowa, Gogola i Czechowa.

## Wybrana twórczość

### Powieści
- 1990 – Priekrasnost’ żyzni (ros. Прекрасность жизни)
- 1994 – Dusza patriota (ros. Душа патриота)
- 1993 – Nakanunie nakanunie (ros. Накануне накануне)
- 1999 – Podlinnaja istorija „Zielonych muzykantow” (ros. Подлинная история «Зелёных музыкантов»)
- 2002 – Mastier Chaos (ros. Мастер Хаос)
- 2012 – Arbajt. Szyrokoje połotno (ros. Арбайт. Широкое полотно)

### Zbiory opowiadań
- 1981 – Wiesielije Rusi (ros. Веселие Руси)
- 1989 – Żdu lubwi nie wierołomnoj (ros. Жду любви не вероломной)
- 1991 – Samolot na Keln (ros. Самолёт на Кельн)
- 1991 – Riestoran „Bieriozka” (ros. Ресторан «Берёзка»)
- 2001 – Tichochodnaja barka „Nadieżda” (ros. Тихоходная барка «Надежда»)
- 2004 – Pleszywnyj malczik (ros. Плешивый мальчик)
- 2006 – „Opiera niszczich” (ros. «Опера нищих»)
- 2008 – Piesnia pierwoj lubwi (ros. Песня первой любви)
- 2008 – Kalenym żelezom (ros. Каленым железом)

### Dramaty
- 1990 – Awtowokzał (ros. Автовокзал)
- 1993 – Chrienowo tiempierirowannyj kławir (ros. Хреново темперированный клавир)
- 1994 – Sczastje na wieka (ros. Счастье на века)
- 1999 – Strasti po Wieniediktu (ros. Страсти по Венедикту)
- 1974-2002 – Pleszywyj malczik (ros. Плешивый мальчик)

### Publicystyka
- 2011 – Aksionow (ros. Аксёнов) – napisana wspólnie z A. Kabakowem